# Léonard Greindl

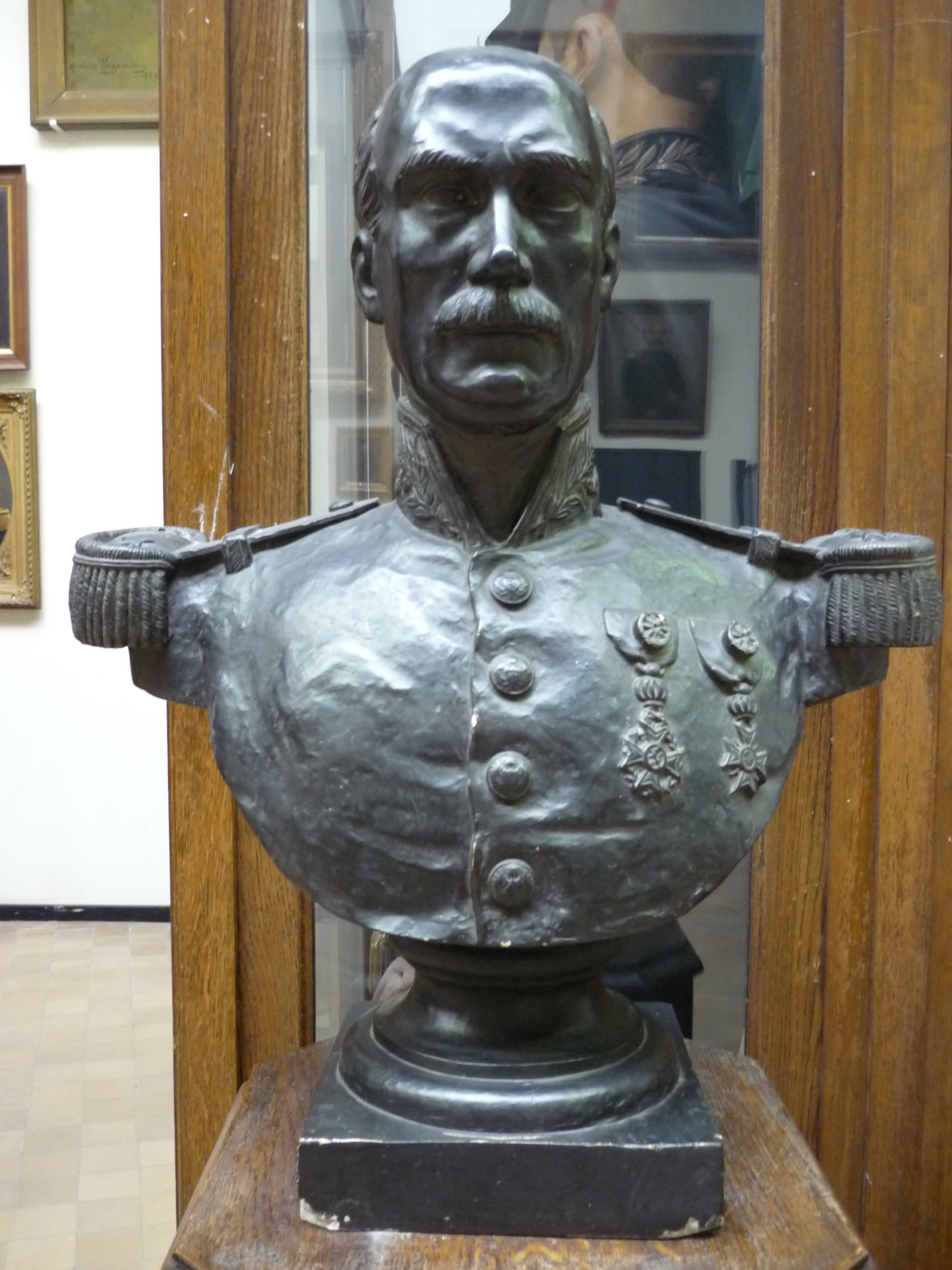
Buste van baron Greindl in het Koninklijk Legermuseum

Léonard Jean Charles baron Greindl (Brussel, 9 augustus 1798 - Elsene, 24 februari 1875) was een Belgisch generaal en minister.

## Levensloop
Nadat hij deelnam aan de Belgische Revolutie werd hij actief in het Belgische Leger en was er luitenant-generaal van de Infanterie. Van 1846 tot 1847 was hij commandant van de Tweede Brigade van de Vierde Infanteriedivisie, van 1847 tot 1851 commandant van de Vierde Infanteriedivisie, in 1854 was hij enkele maanden commandant van de Eerste Brigade van de Vierde Infanteriedivisie, van 1854 tot 1855 commandant van de Eerste Territoriale Divisie en van 1859 tot 1863 was hij commandant van het Tweede Territoriale Divisie.
Van 1855 tot 1857 was hij als extraparlementair minister van Oorlog. Hij was de vader van diplomaat en minister van Staat Jules Greindl en de schoonvader van politicus Charles Woeste.
In 1856 werd hij door koning Leopold I als baron in de adelstand verheven. Bovendien was hij vrijmetselaar.